# Numerov (cráter)

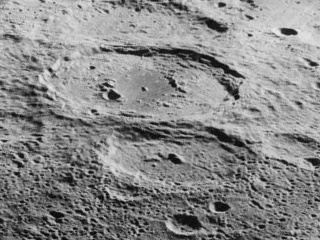
'Imagen oblicua de la misión Lunar Orbiter 5 mirando al oeste de Antoniadi (arriba del centro) y de Numerov (debajo del centro)

Numerov es un cráter de impacto que se encuentra en el hemisferio sur de la cara oculta de la Luna. Está unido al cráter más grande y más reciente Antoniadi al oeste. Las rampas exterior de Antoniadi sobrepasan la pared interna y parte del suelo interior occidental de Numerov. Al este-sureste se halla la llanura amurallada del cráter de mayor tamaño Zeeman, y al este-noreste aparece el antiguo cráter Crommelin.
El borde y la pared interior de Numerov ha sufrido una considerable erosión, y gran parte del lado oriental está marcada por pequeños cráteres. Presenta un pequeño cráter muy erosionado unido al exterior en su sector sureste, mientras que Numerov Z está casi unido al borde norte. El suelo interior de Numerov es relativamente plano, pero con una formación de pico central en el punto medio y algunas crestas bajas justo al sur. Muestra algunos surcos en la superficie en el suelo del noreste. La mitad occidental del suelo y las paredes interiores han sido en parte cubiertas por los materiales eyectados de Antoniadi.

## Cráteres satélite
Por convención estos elementos son identificados en los mapas lunares poniendo la letra en el lado del punto medio del cráter que está más cercano a Numerov.
|         | \| Numerov \| Coordenadas \| Diámetro \| \| ------- \| -------------------------------- \| -------- \| \| G \| 71°42′S 151°54′O / -71.7, -151.9 \| 26 km \| \| Z \| 68°06′S 160°00′O / -68.1, -160.0 \| 44 km \| |          |
| Numerov | Coordenadas | Diámetro |
| G       | 71°42′S 151°54′O / -71.7, -151.9 | 26 km    |
| Z       | 68°06′S 160°00′O / -68.1, -160.0 | 44 km    |